# Sociedade Missionária de Londres
A Sociedade Missionária de Londres (em inglês:  London Missionary Society) era uma organização missionária evangélica interdenominacional.

## História

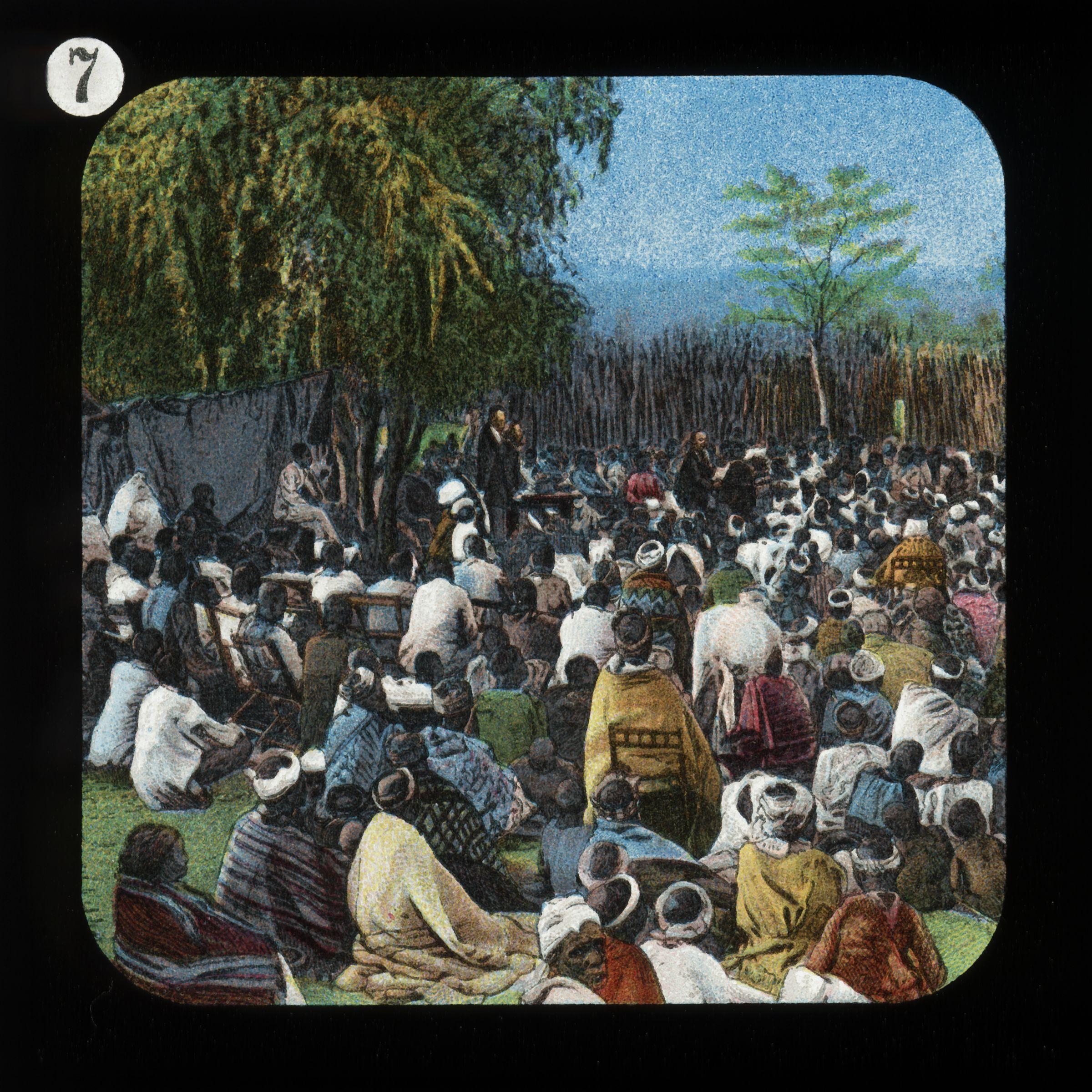
Por volta de 1900, a Sociedade Missionária de Londres produziu uma série de slides de lanterna mágica de vidro, incluindo este, retratando os esforços missionários de David Livingstone.

Foi fundada em Londres, Inglaterra, em 1795 por várias denominações evangélicas que tinham uma visão Interdenominacional de missão. Ela esteve na origem de muitas missões cristãs, em particular na Ásia Oriental, nas Ilhas do Pacífico Sul e na África Subsaariana. Em 1966, fundiu-se com a Commonwealth Missionary Society para formar o Congregational Council for World Mission.
Como resultado do trabalho desta sociedade missionária, várias denominações presbiterianas, congregacionais e unidas foram estabelecidas em todo o mundo. Entre as denominações que descendem de trabalhos missionários desta sociedade estão: Igreja Cristã Congregacional de Niue, Igreja Congregacional de Nauru, Igreja de Tuvalu, Igreja Cristã das Ilhas Cook, Igreja Cristã Congregacional de Samoa, Igreja Presbiteriana em Singapura, Igreja Presbiteriana na Malásia, Igreja Presbiteriana de Vanuatu, Igreja Unida da Zâmbia, Igreja Unida de Kiribati, Igreja Unida na Jamaica e nas Ilhas Cayman, Igreja Unida do Norte da Índia, Igreja de Jesus Cristo em Madagascar, Igreja Unida nas Ilhas Salomão, Igreja Unida em Papua-Nova Guiné, Igreja Protestante de Kanaky Nova Caledônia e Igreja Protestante Maóhi.